# Liste der Handschriften aus Höhle 4Q
Die Liste der Handschriften aus Höhle 4Q enthält alle antiken jüdischen Handschriften, die aus der 1952 entdeckten Schriftrollenhöhle 4Q bei Khirbet Qumran im Westjordanland stammen, bzw. bei denen eine Herkunft aus dieser Höhle angenommen wird. Sie gehören zu den Schriftrollen vom Toten Meer. Die Sprache ist, soweit nicht anders angegeben, hebräisch.
Die Handschriften vom Toten Meer werden nach zwei verschiedenen Systemen zitiert. Eine Handschrift wird mit Angabe der Höhle und der Zahl bezeichnet, die der Text bei seiner Publikation in der Serie Discoveries in the Judaean Desert (DJD) zugewiesen bekam (Spalte 1). Eine Alternative dazu ist die Benennung nach inhaltlichen Kriterien (Spalten 2 und 3). Sie setzt sich aus maximal fünf Komponenten zusammen:
1. Herkunftsort: Die elf Höhlen in der Umgebung von Qumran wurden nach der Reihenfolge ihrer Entdeckung als 1Q bis 11Q bezeichnet, im Gegensatz z. B. zu Mas „Masada“ oder Mur „Wadi Murabbaʿat“, weiteren Fundorten antiker Texte in der Region.
2. Material: meist Pergament/Leder, was nicht angegeben wird; pap „Papyrus“.
3. Titel der Schrift (abgekürzt); paleo bezeichnet die Verwendung der althebräischen Schrift.
4. Falls von einem Werk mehrere Exemplare in der gleichen Höhle gefunden wurden, werden sie durch hochgestellte kleine Buchstaben unterschieden. 4QSama ist die erste, 4QSamb die zweite Handschrift des Buches Samuel aus Höhle 4Q.
5. Sprache: meist hebräisch (nicht angegeben), ar „aramäisch“, gr „griechisch“.

Die paläografische Datierung (Spalte 4) folgt den chronologischen Hauptphasen nach Frank M. Cross: archaisch (um 250–150 v. Chr.); hasmonäisch (150–30 v. Chr.), herodianisch (30 v. Chr.–70 n. Chr.) und postherodianisch (ab 70 n. Chr.). Wo eine Datierung mit der Radiokarbon-Methode vorliegt, wird sie geboten. Viele stark fragmentarische Texte werden nur allgemein in die hellenistisch-römische Zeit eingeordnet.
| DJD-Nummer     | Bezeichnung nach Inhalt                                     | Beschreibung | Datierung                                                       | Bild |
| -------------- | ----------------------------------------------------------- | --- | --------------------------------------------------------------- | ---- |
| 4Q1            | 4QGen-Exoda                                                 | Text aus den Büchern Genesis und Exodus                                                                                   | hasmonäisch                                                     |      |
| 4Q2            | 4QGenb                                                      | Text aus dem Buch Genesis                                                                                                 | römisch                                                         |      |
| 4Q3            | 4QGenc                                                      | Text aus dem Buch Genesis                                                                                                 | herodianisch                                                    |      |
| 4Q4            | 4QGend                                                      | Text aus dem Buch Genesis                                                                                                 | hasmonäisch                                                     |      |
| 4Q5            | 4QGene                                                      | Text aus dem Buch Genesis                                                                                                 | herodianisch                                                    |      |
| 4Q6            | 4QGenf                                                      | Text aus dem Buch Genesis                                                                                                 | hasmonäisch                                                     |      |
| 4Q7            | 4QGeng                                                      | Text aus dem Buch Genesis                                                                                                 | hasmonäisch                                                     |      |
| 4Q8            | 4QGenh                                                      | Text aus dem Buch Genesis                                                                                                 | herodianisch                                                    |      |
| 4Q9            | 4QGenj                                                      | Text aus dem Buch Genesis                                                                                                 | herodianisch                                                    |      |
| 4Q10           | 4QGenk                                                      | Text aus dem Buch Genesis                                                                                                 | herodianisch                                                    |      |
| 4Q11           | 4QpaleoGen-Exodl                                            | Text aus den Büchern Genesis und Exodus in althebräischer Schrift                                                         | hasmonäisch                                                     |      |
| 4Q12           | 4QpaleoGenm                                                 | Text aus dem Buch Genesis in althebräischer Schrift                                                                       | hasmonäisch                                                     |      |
| 4Q13           | 4QExodb                                                     | Text aus dem Buch Exodus                                                                                                  | herodianisch                                                    |      |
| 4Q14           | 4QExodc                                                     | Text aus dem Buch Exodus                                                                                                  | herodianisch                                                    |      |
| 4Q15           | 4QExodd                                                     | Text aus dem Buch Exodus                                                                                                  | hasmonäisch                                                     |      |
| 4Q16           | 4QExode                                                     | Text aus dem Buch Exodus                                                                                                  | hasmonäisch                                                     |      |
| 4Q17           | 4QExod-Levf                                                 | Text aus den Büchern Exodus und Levitikus                                                                                 | archaisch, frühhellenistisch                                    |      |
| 4Q18           | 4QExodg                                                     | Text aus dem Buch Exodus                                                                                                  | hasmonäisch                                                     |      |
| 4Q19           | 4QExodh                                                     | Text aus dem Buch Exodus                                                                                                  | herodianisch                                                    |      |
| 4Q20           | 4QExodj                                                     | Text aus dem Buch Exodus                                                                                                  | herodianisch                                                    |      |
| 4Q21           | 4QExodk                                                     | Text aus dem Buch Exodus                                                                                                  | römisch                                                         |      |
| 4Q22           | 4QpaleoExodm                                                | Text aus dem Buch Exodus in althebräischer Schrift, prä-samaritanischer Texttyp                                           | hasmonäisch                                                     |      |
| 4Q23           | 4QLev-Numa                                                  | Text aus den Büchern Levitikus und Numeri                                                                                 | frühhasmonäisch                                                 |      |
| 4Q24           | 4QLevb                                                      | Text aus dem Buch Levitikus                                                                                               | späthasmonäisch                                                 |      |
| 4Q25           | 4QLevc                                                      | Text aus dem Buch Levitikus                                                                                               | hellenistisch-römisch                                           |      |
| 4Q26           | 4QLevd                                                      | Text aus dem Buch Levitikus                                                                                               | frühherodianisch                                                |      |
| 4Q26a          | 4QLeve                                                      | Text aus dem Buch Levitikus                                                                                               |                                                                 |      |
| 4Q26b          | 4QLevg                                                      | Text aus dem Buch Levitikus                                                                                               | hellenistisch-römisch                                           |      |
| 4Q27           | 4QNumb                                                      | Text aus dem Buch Numeri                                                                                                  | herodianisch                                                    |      |
| 4Q28           | 4QDeuta                                                     | Text aus dem Buch Deuteronomium                                                                                           | hasmonäisch                                                     |      |
| 4Q29           | 4QDeutb                                                     | Text aus dem Buch Deuteronomium                                                                                           | hasmonäisch                                                     |      |
| 4Q30           | 4QDeutc                                                     | Umfangreichster Deuteronomium-Text aus Qumran                                                                             | hasmonäisch                                                     |      |
| 4Q31           | 4QDeutd                                                     | Text aus dem Buch Deuteronomium                                                                                           | hasmonäisch                                                     |      |
| 4Q32           | 4QDeute                                                     | Text aus dem Buch Deuteronomium                                                                                           | herodianisch                                                    |      |
| 4Q33           | 4QDeutf                                                     | Text aus dem Buch Deuteronomium                                                                                           | hasmonäisch                                                     |      |
| 4Q34           | 4QDeutg                                                     | Text aus dem Buch Deuteronomium                                                                                           | herodianisch                                                    |      |
| 4Q35           | 4QDeuth                                                     | Text aus dem Buch Deuteronomium                                                                                           | herodianisch                                                    |      |
| 4Q36           | 4QDeuti                                                     | Text aus dem Buch Deuteronomium                                                                                           | hasmonäisch                                                     |      |
| 4Q37           | 4QDeutj                                                     | Text aus dem Buch Deuteronomium                                                                                           | herodianisch                                                    |      |
| 4Q38           | 4QDeutk                                                     | Text aus dem Buch Deuteronomium                                                                                           | herodianisch                                                    |      |
| 4Q39           | 4QDeutl                                                     | Text aus dem Buch Deuteronomium                                                                                           | hasmonäisch                                                     |      |
| 4Q40           | 4QDeutm                                                     | Text aus dem Buch Deuteronomium                                                                                           | herodianisch                                                    |      |
| 4Q41           | 4QDeutn                                                     | Text aus dem Buch Deuteronomium                                                                                           | herodianisch                                                    |      |
| 4Q42           | 4QDeuto                                                     | Text aus dem Buch Deuteronomium                                                                                           | hasmonäisch                                                     |      |
| 4Q43           | 4QDeutp                                                     | Text aus dem Buch Deuteronomium                                                                                           | hasmonäisch                                                     |      |
| 4Q44           | 4QDeutq                                                     | Text aus dem Buch Deuteronomium                                                                                           | herodianisch                                                    |      |
| 4Q45           | 4QpaleoDeutr                                                | Text aus dem Buch Deuteronomium in althebräischer Schrift                                                                 | hasmonäisch                                                     |      |
| 4Q46           | 4QpaleoDeuts                                                | Text aus dem Buch Deuteronomium in althebräischer Schrift                                                                 | archaisch                                                       |      |
| 4Q47           | 4QJosha                                                     | Text aus dem Buch Josua                                                                                                   | hasmonäisch                                                     |      |
| 4Q48           | 4QJoshb                                                     | Text aus dem Buch Josua                                                                                                   | späthasmonäisch                                                 |      |
| 4Q49           | 4QJudga                                                     | Text aus dem Buch der Richter                                                                                             | späthasmonäisch/frühherodianisch                                |      |
| 4Q50           | 4QJudgb                                                     | Text aus dem Buch der Richter                                                                                             | herodianisch                                                    |      |
| 4Q51           | 4QSama                                                      | Text aus dem Buch Samuel                                                                                                  | späthasmonäisch                                                 |      |
| 4Q51a          | 4QpapUnclassified Fragments                                 | Nicht klassifizierte Papyrusfragmente                                                                                     |                                                                 |      |
| 4Q52           | 4QSamb                                                      | Text aus dem Buch Samuel                                                                                                  | archaisch                                                       |      |
| 4Q53           | 4QSamc                                                      | Text aus dem Buch Samuel                                                                                                  | hasmonäisch                                                     |      |
| 4Q54           | 4QKgs                                                       | Text aus dem Buch der Könige                                                                                              | herodianisch                                                    |      |
| 4Q55           | 4QIsaa                                                      | Text aus dem Buch Jesaja                                                                                                  | späthasmonäisch                                                 |      |
| 4Q56           | 4QIsab                                                      | Text aus dem Buch Jesaja                                                                                                  | späthasmonäisch/frühherodianisch                                |      |
| 4Q57           | 4QIsac                                                      | Text aus dem Buch Jesaja                                                                                                  | spätherodianisch                                                |      |
| 4Q58           | 4QIsad                                                      | Text aus dem Buch Jesaja                                                                                                  | spätherodianisch                                                |      |
| 4Q59           | 4QIsae                                                      | Text aus dem Buch Jesaja                                                                                                  | frühherodianisch                                                |      |
| 4Q60           | 4QIsaf                                                      | Text aus dem Buch Jesaja                                                                                                  | hasmonäisch                                                     |      |
| 4Q61           | 4QIsag                                                      | Text aus dem Buch Jesaja                                                                                                  | späthasmonäisch/frühherodianisch                                |      |
| 4Q62           | 4QIsah                                                      | Text aus dem Buch Jesaja                                                                                                  | hasmonäisch                                                     |      |
| 4Q62a          | 4QIsai                                                      | Text aus dem Buch Jesaja                                                                                                  | hasmonäisch                                                     |      |
| 4Q63           | 4QIsaj                                                      | Text aus dem Buch Jesaja                                                                                                  | späthasmonäisch                                                 |      |
| 4Q64           | 4QIsak                                                      | Text aus dem Buch Jesaja                                                                                                  | späthasmonäisch                                                 |      |
| 4Q65           | 4QIsal                                                      | Text aus dem Buch Jesaja                                                                                                  | hasmonäisch                                                     |      |
| 4Q66           | 4QIsam                                                      | Text aus dem Buch Jesaja                                                                                                  | hasmonäisch                                                     |      |
| 4Q67           | 4QIsan                                                      | Text aus dem Buch Jesaja                                                                                                  | hasmonäisch                                                     |      |
| 4Q68           | 4QIsao                                                      | Text aus dem Buch Jesaja                                                                                                  | hasmonäisch                                                     |      |
| 4Q69           | 4QpapIsap                                                   | Text aus dem Buch Jesaja auf Papyrus                                                                                      | hasmonäisch                                                     |      |
| 4Q69a          | 4QIsaq                                                      | Text aus dem Buch Jesaja                                                                                                  | frühherodianisch                                                |      |
| 4Q69b          | 4QIsar                                                      | Text aus dem Buch Jesaja                                                                                                  | hasmonäisch                                                     |      |
| 4Q70           | 4QJera                                                      | Text aus dem Buch Jeremia                                                                                                 | archaisch, eines der ältesten Manuskripte aus Qumran überhaupt  |      |
| 4Q71           | 4QJerb                                                      | Text aus dem Buch Jeremia, der hebräischen Vorlage der Septuaginta nahestehend                                            | archaisch                                                       |      |
| 4Q72           | 4QJerc                                                      | Text aus dem Buch Jeremia                                                                                                 |                                                                 |      |
| 4Q72a          | 4QJerd                                                      | Text aus dem Buch Jeremia                                                                                                 | frühhellenistisch                                               |      |
| 4Q72b          | 4QJere                                                      | Text aus dem Buch Jeremia                                                                                                 |                                                                 |      |
| 4Q73           | 4QEzeka                                                     | Text aus dem Buch Ezechiel                                                                                                | hasmonäisch                                                     |      |
| 4Q74           | 4QEzekb                                                     | Text aus dem Buch Ezechiel                                                                                                | herodianisch                                                    |      |
| 4Q75           | 4QEzekc                                                     | Text aus dem Buch Ezechiel                                                                                                | hasmonäisch                                                     |      |
| 4Q76           | 4QXIIa                                                      | Text aus dem Zwölfprophetenbuch                                                                                           | archaisch/frühhasmonäisch                                       |      |
| 4Q77           | 4QXIIb                                                      | Text aus dem Zwölfprophetenbuch                                                                                           | archaisch/frühhasmonäisch                                       |      |
| 4Q78           | 4QXIIc                                                      | Text aus dem Zwölfprophetenbuch                                                                                           | hasmonäisch                                                     |      |
| 4Q79           | 4QXIId                                                      | Text aus dem Zwölfprophetenbuch                                                                                           | späthasmonäisch                                                 |      |
| 4Q80           | 4QXIIe                                                      | Text aus dem Zwölfprophetenbuch                                                                                           | späthasmonäisch                                                 |      |
| 4Q81           | 4QXIIf                                                      | Text aus dem Zwölfprophetenbuch                                                                                           | hasmonäisch                                                     |      |
| 4Q82           | 4QXIIg                                                      | Text aus dem Zwölfprophetenbuch                                                                                           | herodianisch                                                    |      |
| 4Q83           | 4QPsa                                                       | Text aus dem Buch der Psalmen, abweichende Psalmreihenfolge                                                               | frühhasmonäisch                                                 |      |
| 4Q84           | 4QPsb                                                       | Text aus dem Buch der Psalmen, vom Masoretischen Text abweichende Psalmreihenfolge                                        | hasmonäisch                                                     |      |
| 4Q85           | 4QPsc                                                       | Text aus dem Buch der Psalmen                                                                                             | spätherodianisch                                                |      |
| 4Q86           | 4QPsd                                                       | Text aus dem Buch der Psalmen, vom Masoretischen Text abweichende Psalmreihenfolge                                        | hasmonäisch                                                     |      |
| 4Q87           | 4QPse                                                       | Text aus dem Buch der Psalmen                                                                                             | spätherodianisch                                                |      |
| 4Q88           | 4QPsf                                                       | Text aus dem Buch der Psalmen, nicht-masoretische Psalmen                                                                 | hasmonäisch                                                     |      |
| 4Q89           | 4QPsg                                                       | Text aus dem Buch der Psalmen                                                                                             | spätherodianisch                                                |      |
| 4Q90           | 4QPsh                                                       | Text aus dem Buch der Psalmen                                                                                             | herodianisch                                                    |      |
| 4Q91           | 4QPsj                                                       | Text aus dem Buch der Psalmen                                                                                             | herodianisch                                                    |      |
| 4Q92           | 4QPsk                                                       | Text aus dem Buch der Psalmen, vom Masoretischen Text abweichende Psalmreihenfolge                                        | hasmonäisch                                                     |      |
| 4Q93           | 4QPsl                                                       | Text aus dem Buch der Psalmen                                                                                             | hasmonäisch                                                     |      |
| 4Q94           | 4QPsm                                                       | Text aus dem Buch der Psalmen                                                                                             | herodianisch                                                    |      |
| 4Q95           | 4QPsn                                                       | Text aus dem Buch der Psalmen, vom Masoretischen Text abweichende Psalmreihenfolge                                        | hasmonäisch                                                     |      |
| 4Q96           | 4QPso                                                       | Text aus dem Buch der Psalmen                                                                                             | hasmonäisch                                                     |      |
| 4Q97           | 4QPsp                                                       | Text aus dem Buch der Psalmen                                                                                             | herodianisch                                                    |      |
| 4Q98           | 4QPsq                                                       | Text aus dem Buch der Psalmen, vom Masoretischen Text abweichende Psalmreihenfolge                                        | spätherodianisch                                                |      |
| 4Q98a          | 4QPsr                                                       | Text aus dem Buch der Psalmen                                                                                             | herodianisch                                                    |      |
| 4Q98b          | 4QPss                                                       | Text aus dem Buch der Psalmen                                                                                             | spätherodianisch                                                |      |
| 4Q98c          | 4QPst                                                       | Text aus dem Buch der Psalmen                                                                                             | spätherodianisch                                                |      |
| 4Q98d          | 4QPsu                                                       | Text aus dem Buch der Psalmen                                                                                             | hasmonäisch                                                     |      |
| 4Q98e          | 4QPsv                                                       | Text aus dem Buch der Psalmen                                                                                             |                                                                 |      |
| 4Q98f          | 4QPsw                                                       | Text aus dem Buch der Psalmen                                                                                             | frühhasmonäisch                                                 |      |
| 4Q98g          | 4QPsx                                                       | Text aus dem Buch der Psalmen                                                                                             |                                                                 |      |
| 4Q99           | 4QJoba                                                      | Text aus dem Buch Ijob | hasmonäisch                                                     |      |
| 4Q100          | 4QJobb                                                      | Text aus dem Buch Ijob | herodianisch, späthasmonäisch/herodianisch                      |      |
| 4Q101          | 4QpaleoJobc                                                 | Text aus dem Buch Ijob in althebräischer Schrift                                                                          | archaisch                                                       |      |
| 4Q102          | 4QProva                                                     | Text aus dem Buch der Sprüche                                                                                             | frühherodianisch                                                |      |
| 4Q103          | 4QProvb                                                     | Text aus dem Buch der Sprüche                                                                                             | spätherodianisch                                                |      |
| 4Q104          | 4QRutha                                                     | Text aus dem Buch Ruth | hellenistisch-römisch                                           |      |
| 4Q105          | 4QRuthb                                                     | Text aus dem Buch Ruth | hellenistisch-römisch                                           |      |
| 4Q106          | 4QCanta                                                     | Text aus dem Hohenlied, mit Kürzungen                                                                                     | herodianisch                                                    |      |
| 4Q107          | 4QCantb                                                     | Text aus dem Hohenlied, mit Kürzungen                                                                                     | herodianisch                                                    |      |
| 4Q108          | 4QCantc                                                     | Text aus dem Hohenlied | herodianisch                                                    |      |
| 4Q109          | 4QQoha                                                      | Text aus dem Buch Kohelet                                                                                                 | archaisch (zu alt, um in Khirbet Qumran geschrieben zu sein)    |      |
| 4Q110          | 4QQohb                                                      | Text aus dem Buch Kohelet                                                                                                 | hasmonäisch                                                     |      |
| 4Q111          | 4QLam                                                       | Text aus dem Buch der Klagelieder                                                                                         | herodianisch                                                    |      |
| 4Q112          | 4QDana                                                      | Text aus dem Buch Daniel                                                                                                  | späthasmonäisch                                                 |      |
| 4Q113          | 4QDanb                                                      | Text aus dem Buch Daniel; möglicherweise eine Abschrift von 4QDana                                                        | herodianisch                                                    |      |
| 4Q114          | 4QDanc                                                      | Text aus dem Buch Daniel                                                                                                  | um 230-160 v. Chr.)                                             |      |
| 4Q115          | 4QDand                                                      | Text aus dem Buch Daniel                                                                                                  | hasmonäisch/herodianisch                                        |      |
| 4Q116          | 4QDane                                                      | Text aus dem Buch Daniel                                                                                                  | frühhasmonäisch (rund 50 Jahre nach Abfassung des Buchs Daniel) |      |
| 4Q117          | 4QEzra                                                      | Text aus dem Buch Esra-Nehemia                                                                                            | hasmonäisch                                                     |      |
| 4Q118          | 4QChr                                                       | Text aus dem Buch der Chronik                                                                                             | herodianisch                                                    |      |
| 4Q119          | 4QLXXLeva                                                   | Text aus dem Buch Levitikus in griechischer Sprache und Schrift (Septuaginta)                                             | hasmonäisch                                                     |      |
| 4Q120          | 4QpapLXXLeva                                                | Text aus dem Buch Levitikus in griechischer Sprache und Schrift (Septuaginta) auf Papyrus                                 | hasmonäisch/frühherodianisch                                    |      |
| 4Q121          | 4QLXXNum                                                    | Text aus dem Buch Numeri in griechischer Sprache und Schrift (Septuaginta)                                                | herodianisch                                                    |      |
| 4Q122          | 4QLXXDeut                                                   | Text aus dem Buch Deuteronomium in griechischer Sprache und Schrift (Septuaginta)                                         | archaisch/frühhasmonäisch                                       |      |
| 4Q123          | 4QpaleoParaJosh                                             | Paraphrase von Text aus dem Buch Josua in althebräischer Schrift                                                          |                                                                 |      |
| 4Q124          | 4QpaleoUnid 1                                               | Nicht identifizierter Text in althebräischer Schrift                                                                      |                                                                 |      |
| 4Q125          | 4QpaleoUnid 2                                               | Nicht identifizierter Text in althebräischer Schrift                                                                      |                                                                 |      |
| 4Q126          | 4QUnid gr                                                   | Nicht identifizierter Text in griechischer Sprache und Schrift                                                            |                                                                 |      |
| 4Q127          | 4Qpap paraExod gr                                           | Paraphrase von Text aus dem Buch Exodus in griechischer Sprache und Schrift, auf Papyrus                                  |                                                                 |      |
| 4Q128          | 4QPhyl A                                                    | Tefillin | hellenistisch-römisch                                           |      |
| 4Q129          | 4QPhyl B                                                    | Tefillin | hellenistisch-römisch                                           |      |
| 4Q130          | 4QPhyl C                                                    | Tefillin | hellenistisch-römisch                                           |      |
| 4Q131          | 4QPhyl D                                                    | Tefillin | hellenistisch-römisch                                           |      |
| 4Q132          | 4QPhyl E                                                    | Tefillin | hellenistisch-römisch                                           |      |
| 4Q133          | 4QPhyl F                                                    | Tefillin | hellenistisch-römisch                                           |      |
| 4Q134          | 4QPhyl G                                                    | Tefillin | hellenistisch-römisch                                           |      |
| 4Q135          | 4QPhyl H                                                    | Tefillin | hellenistisch-römisch                                           |      |
| 4Q136          | 4QPhyl I                                                    | Tefillin | hellenistisch-römisch                                           |      |
| 4Q137          | 4QPhyl J                                                    | Tefillin | hellenistisch-römisch                                           |      |
| 4Q138          | 4QPhyl k                                                    | Tefillin | hellenistisch-römisch                                           |      |
| 4Q139          | 4QPhyl L                                                    | Tefillin | hellenistisch-römisch                                           |      |
| 4Q140          | 4QPhyl M                                                    | Tefillin | hellenistisch-römisch                                           |      |
| 4Q141          | 4QPhyl N                                                    | Tefillin | hellenistisch-römisch                                           |      |
| 4Q142          | 4QPhyl O                                                    | Tefillin | hellenistisch-römisch                                           |      |
| 4Q143          | 4QPhyl P                                                    | Tefillin | hellenistisch-römisch                                           |      |
| 4Q144          | 4QPhyl Q                                                    | Tefillin | hellenistisch-römisch                                           |      |
| 4Q145          | 4QPhyl R                                                    | Tefillin | hellenistisch-römisch                                           |      |
| 4Q146          | 4QPhyl S                                                    | Tefillin | hellenistisch-römisch                                           |      |
| 4Q147          | 4QPhyl T                                                    | Tefillin, nicht entzifferbar                                                                                              | hellenistisch-römisch                                           |      |
| 4Q148          | 4QPhyl U                                                    | Tefillin, nicht entzifferbar                                                                                              | hellenistisch-römisch                                           |      |
| 4Q149          | 4QMez A                                                     | Mesusa | hasmonäisch/herodianisch                                        |      |
| 4Q150          | 4QMez B                                                     | Mesusa | herodianisch                                                    |      |
| 4Q151          | 4QMez C                                                     | Mesusa | hasmonäisch/herodianisch                                        |      |
| 4Q152          | 4QMez D                                                     | Mesusa | hasmonäisch/herodianisch                                        |      |
| 4Q153          | 4QMez E                                                     | Mesusa | undatiert                                                       |      |
| 4Q154          | 4QMez F                                                     | Mesusa | hasmonäisch                                                     |      |
| 4Q155          | 4QMez G                                                     | Mesusa | undatiert                                                       |      |
| 4Q156          | 4QtgLev                                                     | Targum zum Buch Levitikus                                                                                                 | hasmonäisch                                                     |      |
| 4Q157          | 4QtgJob                                                     | Targum zum Buch Ijob | herodianisch                                                    |      |
| 4Q158          | 4QRPa                                                       | Reworked Pentateuch (Pentateuch-Überarbeitung)                                                                            | hasmonäisch/herodianisch                                        |      |
| 4Q159          | 4QOrda                                                      | Verordnungen |                                                                 |      |
| 4Q160          | 4QVis Sam                                                   | Vision Samuels |                                                                 |      |
| 4Q161          | 4QpIsaa                                                     | Pescher zum Buch Jesaja                                                                                                   | herodianisch                                                    |      |
| 4Q162          | 4QpIsab                                                     | Pescher zum Buch Jesaja                                                                                                   | hasmonäisch/herodianisch                                        |      |
| 4Q163          | 4QpIsac                                                     | Pescher zum Buch Jesaja                                                                                                   | hasmonäisch                                                     |      |
| 4Q164          | 4QpIsad                                                     | Pescher zum Buch Jesaja                                                                                                   | herodianisch                                                    |      |
| 4Q165          | 4QpIsae                                                     | Pescher zum Buch Jesaja                                                                                                   | herodianisch                                                    |      |
| 4Q166          | 4QpHos A                                                    | Pescher zum Buch Hosea | herodianisch                                                    |      |
| 4Q167          | 4QpHos B                                                    | Pescher zum Buch Hosea | herodianisch                                                    |      |
| 4Q168          | 4QpMic                                                      | Pescher zum Buch Micha | herodianisch                                                    |      |
| 4Q169          | 4QpNah                                                      | Pescher zum Buch Nahum | hasmonäisch/herodianisch                                        |      |
| 4Q170          | 4QpZeph                                                     | Pescher zum Buch Zefanja                                                                                                  | undatiert                                                       |      |
| 4Q171          | 4QpPsa                                                      | Pescher zum Buch der Psalmen                                                                                              | herodianisch                                                    |      |
| 4Q172          | 4QpUnid                                                     | Nicht identifizierte Pescher-Fragmente                                                                                    | undatiert                                                       |      |
| 4Q173          | 4QpPsb                                                      | Pescher zum Buch der Psalmen                                                                                              | herodianisch                                                    |      |
| 4Q174          | 4QMidrEschata                                               | Midrasch zu den Ereignissen der Endzeit (Eschatologie)                                                                    | herodianisch                                                    |      |
| 4Q175          | 4QTest                                                      | Testimonia (Zitate autoritativer Schriften)                                                                               | hasmonäisch                                                     |      |
| 4Q176          | 4QTanh                                                      | Tanḥumim (Tröstungen, exegetisches Werk)                                                                                  | 2 Schreiber: A hasmonäisch, B herodianisch                      |      |
| 4Q176a         | 4QJubi                                                      | Text aus dem Jubiläenbuch                                                                                                 |                                                                 |      |
| 4Q177          | 4QMidrEschatb                                               | Midrasch zu den Ereignissen der Endzeit (Eschatologie)                                                                    | herodianisch                                                    |      |
| 4Q178          | 4QUnclassified Fragments                                    | Nicht klassifizierte Fragmente, möglicherweise zu 4MidrEschat gehörig                                                     |                                                                 |      |
| 4Q179          | 4QapocrLam A                                                | Apokryphe Klagelieder |                                                                 |      |
| 4Q180          | 4QAges of Creation A                                        | Zeitalter der Schöpfung (exegetisches Werk)                                                                               | herodianisch                                                    |      |
| 4Q181          | 4QAges of Creation B                                        | Zeitalter der Schöpfung (exegetisches Werk)                                                                               | herodianisch                                                    |      |
| 4Q182          | 4QMidrEschc                                                 | Midrasch zu den Ereignissen der Endzeit (Eschatologie)                                                                    | herodianisch                                                    |      |
| 4Q183          | 4QMidrEsche                                                 | Midrasch zu den Ereignissen der Endzeit (Eschatologie)                                                                    |                                                                 |      |
| 4Q184          | 4QWiles of the Wicked Woman oder 4QSapiential Admonitions A | „Listen der bösen Frau“ (weisheitlich-poetisches Werk)                                                                    | herodianisch                                                    |      |
| 4Q185          | 4QSapiential Work                                           | Weisheitswerk | späthasmonäisch-frühherodianisch                                |      |
| 4Q186          | 4QHoroscope                                                 | Horoskop |                                                                 |      |
| 4Q187-4Q195    |                                                             | nicht vergeben |                                                                 |      |
| 4Q196          | 4QpapToba ar                                                | Text aus dem Buch Tobit in aramäischer Sprache auf Papyrus                                                                | späthasmonäisch                                                 |      |
| 4Q197          | 4QpapTobb ar                                                | Text aus dem Buch Tobit in aramäischer Sprache auf Papyrus                                                                | herodianisch                                                    |      |
| 4Q198          | 4QpapTobc ar                                                | Text aus dem Buch Tobit in aramäischer Sprache auf Papyrus                                                                | späthasmonäisch                                                 |      |
| 4Q199          | 4QpapTobd ar                                                | Text aus dem Buch Tobit in aramäischer Sprache auf Papyrus                                                                | hasmonäisch                                                     |      |
| 4Q200          | 4QTobe                                                      | Text aus dem Buch Tobit                                                                                                   | herodianisch                                                    |      |
| 4Q201          | 4QEna ar                                                    | Text aus dem Ersten Henochbuch in aramäischer Sprache                                                                     | archaisch                                                       |      |
| 4Q202          | 4QEnb ar                                                    | Text aus dem Ersten Henochbuch in aramäischer Sprache                                                                     | archaisch/frühhasmonäisch                                       |      |
| 4Q203          | 4QEnGiantsa ar                                              | Text aus dem Gigantenbuch in aramäischer Sprache                                                                          | herodianisch                                                    |      |
| 4Q204          | 4QEnc ar                                                    | Text aus dem Ersten Henochbuch in aramäischer Sprache                                                                     | herodianisch                                                    |      |
| 4Q205          | 4QEnd ar                                                    | Text aus dem Ersten Henochbuch in aramäischer Sprache                                                                     | herodianisch                                                    |      |
| 4Q206          | 4QEne ar                                                    | Text aus dem Ersten Henochbuch in aramäischer Sprache                                                                     | hasmonäisch                                                     |      |
| 4Q207          | 4QEnf ar                                                    | Text aus dem Ersten Henochbuch in aramäischer Sprache                                                                     | frühhasmonäisch                                                 |      |
| 4Q208          | 4QEnastra ar                                                | Text aus dem Astronomischen Henochbuch in aramäischer Sprache                                                             | 186–92 v. Chr. (14C)                                            |      |
| 4Q209          | 4QEnastrb ar                                                | Text aus dem Astronomischen Henochbuch in aramäischer Sprache                                                             | herodianisch                                                    |      |
| 4Q210          | 4QEnastrc ar                                                | Text aus dem Astronomischen Henochbuch in aramäischer Sprache                                                             | späthasmonäisch                                                 |      |
| 4Q211          | 4QEnastrd ar                                                | Text aus dem Astronomischen Henochbuch in aramäischer Sprache                                                             | späthasmonäisch/frühherodianisch                                |      |
| 4Q212          | 4QEng ar                                                    | Text aus dem Ersten Henochbuch in aramäischer Sprache                                                                     | späthasmonäisch                                                 |      |
| 4Q213          | 4QLevia ar                                                  | Aramäisches Levi-Dokument                                                                                                 | späthasmonäisch                                                 |      |
| 4Q213a         | 4QLevib ar                                                  | Aramäisches Levi-Dokument                                                                                                 | hasmonäisch                                                     |      |
| 4Q213b         | 4QLevic ar                                                  | Aramäisches Levi-Dokument                                                                                                 | hasmonäisch                                                     |      |
| 4Q214          | 4QLevid ar                                                  | Aramäisches Levi-Dokument                                                                                                 | hasmonäisch                                                     |      |
| 4Q214a         | 4QLevie ar                                                  | Aramäisches Levi-Dokument                                                                                                 | späthasmonäisch                                                 |      |
| 4Q214b         | 4QLevif ar                                                  | Aramäisches Levi-Dokument                                                                                                 | hasmonäisch                                                     |      |
| 4Q215          | 4QTNaph                                                     | Testament des Naftali | herodianisch                                                    |      |
| 4Q215a         | 4QTime of Righteousness                                     | Text über die Zeit der Gerechtigkeit                                                                                      | herodianisch                                                    |      |
| 4Q216          | 4QJuba                                                      | Text aus dem Buch der Jubiläen                                                                                            | hasmonäisch                                                     |      |
| 4Q217          | 4QpapJubb                                                   | Text aus dem Buch der Jubiläen auf Papyrus                                                                                | späthasmonäisch                                                 |      |
| 4Q218          | 4QJubc                                                      | Text aus dem Buch der Jubiläen                                                                                            | herodianisch                                                    |      |
| 4Q219          | 4QJubd                                                      | Text aus dem Buch der Jubiläen                                                                                            | hasmonäisch                                                     |      |
| 4Q220          | 4QJube                                                      | Text aus dem Buch der Jubiläen                                                                                            | herodianisch                                                    |      |
| 4Q221          | 4QJubf                                                      | Text aus dem Buch der Jubiläen                                                                                            | hasmonäisch                                                     |      |
| 4Q222          | 4QJubg                                                      | Text aus dem Buch der Jubiläen                                                                                            | hasmonäisch                                                     |      |
| 4Q223-4Q224    | 4QpapJubh                                                   | Text aus dem Buch der Jubiläen auf Papyrus                                                                                | hasmonäisch                                                     |      |
| 4Q225          | 4QpsJuba                                                    | Pseudo-Jubiläen-Fragmente                                                                                                 | herodianisch                                                    |      |
| 4Q226          | 4QpsJubb                                                    | Pseudo-Jubiläen-Fragmente                                                                                                 | hasmonäisch                                                     |      |
| 4Q227          | 4QpsJubc                                                    | Pseudo-Jubiläen-Fragmente                                                                                                 | herodianisch                                                    |      |
| 4Q228          | 4QText with a Citation of Jubilees                          | Text mit einem Zitat aus dem Jubiläenbuch                                                                                 |                                                                 |      |
| 4Q229          | 4QText in Mishnaic Hebrew                                   | Text in Mischna-Hebräisch (verschollen)                                                                                   |                                                                 |      |
| 4Q230          | 4QCatalog of Spiritsa                                       | Katalog der Geister (verschollen)                                                                                         |                                                                 |      |
| 4Q231          | 4QCatalog of Spiritsb                                       | Katalog der Geister (verschollen)                                                                                         |                                                                 |      |
| 4Q232          | 4QNJ2                                                       | Neues Jerusalem (verschollen)                                                                                             |                                                                 |      |
| 4Q233          | 4QFragment with Place Names                                 | Fragment mit Ortsnamen (verschollen)                                                                                      |                                                                 |      |
| 4Q234          | 4QExercitium Calami A                                       | Schreibübung |                                                                 |      |
| 4Q235          | 4QUnidentified Fragments nab                                | Nicht identifizierte Fragmente in nabatäischer Schrift                                                                    |                                                                 |      |
| 4Q236-4Q237    |                                                             | nicht vergeben |                                                                 |      |
| 4Q238          | 4QWords of Judgement                                        | Gerichtsworte |                                                                 |      |
| 4Q239          | 4QPesher on the True Israel                                 | Pescher über das wahre Israel (verschollen)                                                                               |                                                                 |      |
| 4Q240          | 4QCommentary on Canticles                                   | Kommentar zum Hohenlied (verschollen)                                                                                     |                                                                 |      |
| 4Q241          |                                                             | nicht vergeben |                                                                 |      |
| 4Q242          | 4QPrNab ar                                                  | Gebet des Nabonid in aramäischer Sprache                                                                                  | späthasmonäisch                                                 |      |
| 4Q243          | 4QPsDana ar                                                 | Pseudo-Daniel-Text in aramäischer Sprache                                                                                 | herodianisch                                                    |      |
| 4Q244          | 4QPsDanb ar                                                 | Pseudo-Daniel-Text in aramäischer Sprache                                                                                 | herodianisch                                                    |      |
| 4Q245          | 4QPsDanc ar                                                 | Pseudo-Daniel-Text in aramäischer Sprache                                                                                 | herodianisch                                                    |      |
| 4Q246          | 4QSon of God                                                | „Gottessohn-Text“ | späthasmonäisch                                                 |      |
| 4Q247          | 4QAp Weeks                                                  | Wochenapokalypse |                                                                 |      |
| 4Q248          | 4QHistorical Text A                                         | Historischer Text | herodianisch                                                    |      |
| 4Q249          | 4QpapcryptA MSM                                             | Midrasch Sefer Moshe, Papyrus mit hebräischer Geheimschrift A                                                             |                                                                 |      |
| 4Q249a-4Q249i  | 4QpapcryptA SEa-i                                           | Serek haEdah, Papyrus mit hebräischer Geheimschrift A                                                                     |                                                                 |      |
| 4Q249j         | 4QpapcryptA Levh                                            | Text aus dem Buch Levitikus, Papyrus mit hebräischer Geheimschrift A                                                      |                                                                 |      |
| 4Q249k-l       | 4QpapcryptA Text Quoting Leviticus                          | Text mit Zitaten aus dem Buch Levitikus, Papyrus mit hebräischer Geheimschrift A                                          |                                                                 |      |
| 4Q249m         | 4QpapcryptA Hodayot-like Text E                             | Hymnenartiger Text, Papyrus mit hebräischer Geheimschrift A                                                               |                                                                 |      |
| 4Q249n-o       | 4QpapcryptA Liturgical Work E-F                             | Liturgisches Werk, Papyrus mit hebräischer Geheimschrift A                                                                |                                                                 |      |
| 4Q249p         | 4QpapcryptA Prophecy                                        | Prophezeiung, Papyrus mit hebräischer Geheimschrift A                                                                     |                                                                 |      |
| 4Q249q         | 4QpapcryptA Frag. Mentioning the Planting                   | Papyrustext in hebräischer Geheimschrift A, der die „Pflanzung“ erwähnt                                                   |                                                                 |      |
| 4Q249r-y       | 4QpapcryptA A-H Unid. Text A-H                              | Nicht identifizierte Papyrustexte in hebräischer Geheimschrift A                                                          |                                                                 |      |
| 4Q249z         | 4QpapcryptA Miscellaneous Texts A                           | Verschiedene Papyrustexte in hebräischer Geheimschrift A                                                                  |                                                                 |      |
| 4Q250          | 4QpapcryptA Text Concerning Cultic Service A                | Papyrustext in hebräischer Geheimschrift A über den Gottesdienst                                                          |                                                                 |      |
| 4Q250a         | 4QpapcryptA Text Concerning Cultic Service B                | Papyrustext in hebräischer Geheimschrift A über den Gottesdienst                                                          |                                                                 |      |
| 4Q250b         | 4QpapcryptA Text Related to Isaiah 11                       | Papyrustext in hebräischer Geheimschrift A über den Text von Jesaja Kap. 11                                               |                                                                 |      |
| 4Q250c-i       | 4QpapcryptA Unidentified Text I-O                           | Nicht identifizierte Papyrustexte in hebräischer Geheimschrift A                                                          |                                                                 |      |
| 4Q250j         | 4QpapcryptA Miscellaneous Texts B                           | Verschiedene Papyrustexte in hebräischer Geheimschrift A                                                                  |                                                                 |      |
| 4Q251          | 4QHalakhah A                                                | Halachischer Text | herodianisch                                                    |      |
| 4Q252          | 4QcommGen A                                                 | Kommentar zum Buch Genesis                                                                                                |                                                                 |      |
| 4Q253          | 4QcommGen B                                                 | Kommentar zum Buch Genesis                                                                                                |                                                                 |      |
| 4Q253a         | 4QcommMal                                                   | Kommentar zum Buch Maleachi                                                                                               |                                                                 |      |
| 4Q254          | 4QcommGen C                                                 | Kommentar zum Buch Genesis                                                                                                |                                                                 |      |
| 4Q254a         | 4QcommGen D                                                 | Kommentar zum Buch Genesis                                                                                                |                                                                 |      |
| 4Q255          | 4QpapSa                                                     | Papyrus, beidseitig beschrieben (Opisthograph): Vorderseite Gemeinderegel, Rückseite Komposition nach Art der Hymnenrolle | hasmonäisch                                                     |      |
| 4Q256          | 4QSb                                                        | Text aus der Gemeinderegel                                                                                                | herodianisch                                                    |      |
| 4Q257          | 4QpapSb                                                     | Text aus der Gemeinderegel auf Papyrus                                                                                    | hasmonäisch                                                     |      |
| 4Q258          | 4QSd                                                        | Text aus der Gemeinderegel                                                                                                | herodianisch                                                    |      |
| 4Q259          | 4QSe                                                        | Text aus der Gemeinderegel                                                                                                | späthasmonäisch                                                 |      |
| 4Q260          | 4QSf                                                        | Text aus der Gemeinderegel                                                                                                | herodianisch                                                    |      |
| 4Q261          | 4QSg                                                        | Text aus der Gemeinderegel                                                                                                | späthasmonäisch/frühherodianisch                                |      |
| 4Q262          | 4QSh                                                        | Text aus der Gemeinderegel                                                                                                | herodianisch                                                    |      |
| 4Q263          | 4QSi                                                        | Text aus der Gemeinderegel                                                                                                | herodianisch                                                    |      |
| 4Q264          | 4QSj                                                        | Text aus der Gemeinderegel                                                                                                | späthasmonäisch                                                 |      |
| 4Q264a         | 4QHalakhah B                                                | Halachischer Text |                                                                 |      |
| 4Q265          | 4QMiscellaneous Rules                                       | Halachischer Text | herodianisch                                                    |      |
| 4Q266          | 4QDa                                                        | Text aus der Damaskusschrift                                                                                              | 4–82 v. Chr. (14C)                                              |      |
| 4Q267          | 4QDb                                                        | Text aus der Damaskusschrift                                                                                              | 168–51 v. Chr. (14C)                                            |      |
| 4Q268          | 4QDc                                                        | Text aus der Damaskusschrift                                                                                              | herodianisch                                                    |      |
| 4Q269          | 4QDd                                                        | Text aus der Damaskusschrift                                                                                              | herodianisch                                                    |      |
| 4Q270          | 4QDe                                                        | Text aus der Damaskusschrift                                                                                              | herodianisch                                                    |      |
| 4Q271          | 4QDf                                                        | Text aus der Damaskusschrift                                                                                              | späthasmonäisch                                                 |      |
| 4Q272          | 4QDg                                                        | Text aus der Damaskusschrift                                                                                              | herodianisch                                                    |      |
| 4Q273          | 4QpapDh                                                     | Text aus der Damaskusschrift auf Papyrus                                                                                  | herodianisch                                                    |      |
| 4Q274          | 4QTohorot A                                                 | Reinigungsvorschriften | herodianisch                                                    |      |
| 4Q275          | 4QCommunal Ceremony                                         | Zeremonie der Gemeinschaft                                                                                                |                                                                 |      |
| 4Q276          | 4QTohorotBa                                                 | Reinigungsvorschriften | herodianisch                                                    |      |
| 4Q277          | 4QTohorotBb                                                 | Reinigungsvorschriften | herodianisch                                                    |      |
| 4Q278          | 4QTohorotBc                                                 | Reinigungsvorschriften | postherodianisch                                                |      |
| 4Q279          | 4QFour Lots                                                 | Vier Lose |                                                                 |      |
| 4Q280          | 4QCurses                                                    | Flüche | hasmonäisch                                                     |      |
| 4Q281a-f       | 4QUnidentified Fragments A                                  | Nicht identifizierte Fragmente                                                                                            |                                                                 |      |
| 4Q282a-t       | 4QUnidentified Fragments B                                  | Nicht identifizierte Fragmente                                                                                            |                                                                 |      |
| 4Q283          |                                                             | nicht vergeben |                                                                 |      |
| 4Q284          | 4QPurification Liturgy                                      | Reinigungsliturgie |                                                                 |      |
| 4Q284a         | 4QHarvesting                                                | Text über Erntearbeiten                                                                                                   |                                                                 |      |
| 4Q285          | 4QSM                                                        | Sefer haMilḥamah (Buch des Kampfes)                                                                                       | späthasmonäisch-herodianisch                                    |      |
| 4Q286          | 4QBera                                                      | Segenssprüche | spätherodianisch                                                |      |
| 4Q287          | 4QBerb                                                      | Segenssprüche | spätherodianisch                                                |      |
| 4Q288          | 4QBerc                                                      | Segenssprüche | spätherodianisch                                                |      |
| 4Q289          | 4QBerd                                                      | Segenssprüche | herodianisch                                                    |      |
| 4Q290          | 4QBere                                                      | Segenssprüche | spätherodianisch                                                |      |
| 4Q291          | 4QWork Containing Prayers A                                 | Werk, das Gebete enthält                                                                                                  |                                                                 |      |
| 4Q292          | 4QWork Containing Prayers B                                 | Werk, das Gebete enthält                                                                                                  |                                                                 |      |
| 4Q293          | 4QWork Containing Prayers C                                 | Werk, das Gebete enthält                                                                                                  |                                                                 |      |
| 4Q294          | 4QSapiential-Didactic Work C                                | Weisheitlich-belehrendes Werk                                                                                             |                                                                 |      |
| 4Q295-4Q297    |                                                             | nicht vergeben |                                                                 |      |
| 4Q298          | 4QcryptA Words of the Maskil to All Sons of Dawn            | „Worte des Maskil an die Söhne der Finsternis“                                                                            |                                                                 |      |
| 4Q299          | 4QMysta                                                     | Weisheitstext (Mysteries)                                                                                                 | spätherodianisch                                                |      |
| 4Q300          | 4QMystb                                                     | Weisheitstext (Mysteries)                                                                                                 | spätherodianisch                                                |      |
| 4Q301          | 4QMystc                                                     | Weisheitstext (Mysteries)                                                                                                 | spätherodianisch                                                |      |
| 4Q302          | 4QpapAdmonitory Parable                                     | Parabel zur Mahnung |                                                                 |      |
| 4Q303          | 4QMeditation on Creation A                                  | Meditation über die Schöpfung                                                                                             |                                                                 |      |
| 4Q304          | 4QMeditation on Creation B                                  | Meditation über die Schöpfung                                                                                             |                                                                 |      |
| 4Q305          | 4QMeditation on Creation C                                  | Meditation über die Schöpfung                                                                                             |                                                                 |      |
| 4Q306          | 4QMen of People who Err                                     | „Leute, die irregehen“ |                                                                 |      |
| 4Q307          | 4QText Mentioning Temple                                    | Text, in dem der Tempel erwähnt ist                                                                                       |                                                                 |      |
| 4Q308          | 4QSapiential Fragments                                      | Weisheitliche Fragmente (verschollen)                                                                                     |                                                                 |      |
| 4Q309          | 4QCursive Work ar                                           | Aramäischer Fluchtext (verschollen)                                                                                       |                                                                 |      |
| 4Q310          | 4QpapText ar                                                | Aramäischer Text auf Papyrus (verschollen)                                                                                |                                                                 |      |
| 4Q311          | 4QUnclassified Text                                         | Nicht klassifizierter Text (verschollen)                                                                                  |                                                                 |      |
| 4Q312          | 4QHebrew Text in Phoenician Cursive                         | Hebräischer Text in phönizischer Kursive (verschollen)                                                                    |                                                                 |      |
| 4Q313          | 4QcryptA MMTg                                               | |                                                                 |      |
| 4Q313a-b       | 4QUnidentified Text P-Q                                     | Nicht identifizierte Texte                                                                                                |                                                                 |      |
| 4Q314-4Q316    |                                                             | nicht vergeben |                                                                 |      |
| 4Q317          | 4QcryptA Lunisolar Calendar                                 | Lunisolarer Kalender |                                                                 |      |
| 4Q318          | 4QBr ar                                                     | Gewitterlehre in aramäischer Sprache                                                                                      |                                                                 |      |
| 4Q319          | 4QOtot                                                      | Kalendertext | späthasmonäisch                                                 |      |
| 4Q320          | 4QCalendrical Document, Mishmarot A                         | Kalendertext, priesterliche Dienstabteilungen                                                                             | frühhasmonäisch                                                 |      |
| 4Q321          | 4QCalendrical Document, Mishmarot B                         | Kalendertext, priesterliche Dienstabteilungen                                                                             | späthasmonäisch                                                 |      |
| 4Q321a         | 4QCalendrical Document, Mishmarot C                         | Kalendertext, priesterliche Dienstabteilungen                                                                             | späthasmonäisch                                                 |      |
| 4Q322          | 4QMishmarot A                                               | priesterliche Dienstabteilungen                                                                                           | späthasmonäisch                                                 |      |
| 4Q322a         | 4QHistorical Text H                                         | Historischer Text |                                                                 |      |
| 4Q323          | 4QMishmarot B                                               | priesterliche Dienstabteilungen                                                                                           | späthasmonäisch                                                 |      |
| 4Q324          | 4QMishmarot C                                               | priesterliche Dienstabteilungen                                                                                           | späthasmonäisch                                                 |      |
| 4Q324a         | 4QMishmarot D                                               | priesterliche Dienstabteilungen                                                                                           | hasmonäisch                                                     |      |
| 4Q324b         | 4QpapCalendrical Document A                                 | Kalendertext | undatiert                                                       |      |
| 4Q324c         | 4QMishmarot E                                               | priesterliche Dienstabteilungen                                                                                           | späthasmonäisch                                                 |      |
| 4Q324d-4Q324f  | 4QcryptA Liturgical Calendar                                | Liturgischer Kalender in hebräischer Geheimschrift A                                                                      |                                                                 |      |
| 4Q324g-4Q324h  | 4QcryptA Calendrical Document F/G                           | Kalendertext |                                                                 |      |
| 4Q324i         | 4QcryptA Mishmarot J                                        | priesterliche Dienstabteilungen in hebräischer Geheimschrift A                                                            |                                                                 |      |
| 4Q325          | 4QCalendrical Document/Mishmarot D                          | Kalendertext, priesterliche Dienstabteilungen                                                                             | herodianisch                                                    |      |
| 4Q326          | 4QCalendrical Document C                                    | Kalendertext | späthasmonäisch                                                 |      |
| 4Q327          | 4QCalendrical Document Eb                                   | Kalendertext |                                                                 |      |
| 4Q328          | 4QMishmarot F                                               | priesterliche Dienstabteilungen                                                                                           | späthasmonäisch/frühherodianisch                                |      |
| 4Q329          | 4QMishmarot G                                               | priesterliche Dienstabteilungen                                                                                           | späthasmonäisch/frühherodianisch                                |      |
| 4Q329a         | 4QMishmarot H                                               | priesterliche Dienstabteilungen                                                                                           | archaisch/frühhasmonäisch                                       |      |
| 4Q330          | 4QMishmarot I                                               | priesterliche Dienstabteilungen                                                                                           | späthasmonäisch/frühherodianisch                                |      |
| 4Q331          | 4QpapHistorical Text C                                      | Historischer Text auf Papyrus                                                                                             | späthasmonäisch                                                 |      |
| 4Q332          | 4QHistorical Text D                                         | Historischer Text | frühherodianisch                                                |      |
| 4Q332a         | 4QUnidentified Text                                         | Nicht identifizierter Text                                                                                                |                                                                 |      |
| 4Q333          | 4QHistorical Text E                                         | Historischer Text | herodianisch                                                    |      |
| 4Q334          | 4QOrdo                                                      | Kalendertext | herodianisch                                                    |      |
| 4Q335-4Q336    | 4QAstronomical Fragments                                    | Astronomische Fragmente (verschollen)                                                                                     |                                                                 |      |
| 4Q337          | 4QCalendrical Document E                                    | Kalendertext | hasmonäisch                                                     |      |
| 4Q338          | 4QGenealogical List                                         | Genealogische Liste |                                                                 |      |
| 4Q339          | 4QList of False Prophets ar                                 | Liste falscher Propheten in aramäischer Sprache                                                                           | herodianisch                                                    |      |
| 4Q340          | 4QList of Netinim                                           | |                                                                 |      |
| 4Q341          | 4QExercitium Calami C                                       | Schreibübung |                                                                 |      |
| 4Q342          | 4QLetter ar                                                 | Aramäischer Brief, Herkunft aus Höhle 4Q fraglich                                                                         | herodianisch                                                    |      |
| 4Q343          | 4QLetter nab                                                | Nabatäischer Brief, Herkunft aus Höhle 4Q fraglich                                                                        | hasmonäisch                                                     |      |
| 4Q344          | 4QDebt Acknowledgement ar                                   | Aramäischer Schuldschein, Herkunft aus Höhle 4Q fraglich                                                                  | postherodianisch                                                |      |
| 4Q345          | 4QDeed A ar or heb                                          | Aramäische oder hebräische Urkunde, Herkunft aus Höhle 4Q fraglich                                                        | späthasmonäisch-frühherodianisch                                |      |
| 4Q346          | 4QDeed of Sale ar                                           | Aramäische Verkaufsurkunde, Herkunft aus Höhle 4Q fraglich                                                                | frühherodianisch                                                |      |
| 4Q346a         | 4QDUnidentified Fragment A                                  | Nicht identifiziertes Fragment, Herkunft aus Höhle 4Q fraglich                                                            |                                                                 |      |
| 4Q347          | 4QpapDeed F ar                                              | Aramäische Urkunde auf Papyrus, Herkunft aus Höhle 4Q fraglich                                                            |                                                                 |      |
| 4Q348          | 4QDeed B heb                                                | Hebräische Urkunde, Herkunft aus Höhle 4Q fraglich                                                                        | mittel- oder spätherodianisch                                   |      |
| 4Q349          |                                                             | nicht vergeben |                                                                 |      |
| 4Q350          | 4QAccount of Cereal gr                                      | Griechische Rechnung über Getreide                                                                                        | 68 n. Chr. oder später                                          |      |
| 4Q351          | 4QAccount of Cereal A ar                                    | Aramäische Rechnung über Getreide, Herkunft aus Höhle 4Q fraglich                                                         |                                                                 |      |
| 4Q352          | 4QpapAccount of Cereal B ar or heb                          | Aramäische oder hebräische Rechnung über Getreide auf Papyrus, Herkunft aus Höhle 4Q fraglich                             |                                                                 |      |
| 4Q352a         | 4QpapAccount A ar or heb                                    | Aramäische oder hebräische Rechnung auf Papyrus, Herkunft aus Höhle 4Q fraglich                                           |                                                                 |      |
| 4Q353          | 4QpapAccount of Cereal or Liquid ar or heb                  | Aramäische oder hebräische Rechnung über Getreide oder Flüssigkeit auf Papyrus, Herkunft aus Höhle 4Q fraglich            |                                                                 |      |
| 4Q354          | 4QAccount B ar or heb                                       | Aramäische oder hebräische Rechnung, Herkunft aus Höhle 4Q fraglich                                                       |                                                                 |      |
| 4Q355          | 4QAccount C ar or heb                                       | Aramäische oder hebräische Rechnung                                                                                       |                                                                 |      |
| 4Q356          | 4QAccount D ar or heb                                       | Aramäische oder hebräische Rechnung, Herkunft aus Höhle 4Q fraglich                                                       |                                                                 |      |
| 4Q357          | 4QAccount E ar or heb                                       | Aramäische oder hebräische Rechnung, Herkunft aus Höhle 4Q fraglich                                                       |                                                                 |      |
| 4Q358          | 4QpapAccount F ar or heb                                    | Aramäische oder hebräische Rechnung auf Papyrus, Herkunft aus Höhle 4Q fraglich                                           |                                                                 |      |
| 4Q359          | 4QpapDeed C ar or heb                                       | Aramäische oder hebräische Urkunde auf Papyrus, Herkunft aus Höhle 4Q fraglich                                            |                                                                 |      |
| 4Q360          | 4QExercitium Calami B                                       | Schreibübung | frühherodianisch                                                |      |
| 4Q361          | 4QpapUnidentified Fragment gr                               | Nicht identifiziertes Fragment in griechischer Sprache, Herkunft aus Höhle 4Q fraglich                                    |                                                                 |      |
| 4Q362-4Q363    | 4QcryptB Unidentified Text A-B                              | Nicht identifiziertes Fragment in hebräischer Geheimschrift B                                                             |                                                                 |      |
| 4Q363a         | 4QcryptC Unidentified Religious Text                        | Nicht identifizierter religiöser Text in hebräischer Geheimschrift C                                                      |                                                                 |      |
| 4Q363b         | 4Qcrypt Miscellaneous Texts                                 | Verschiedene Texte in hebräischer Geheimschrift                                                                           |                                                                 |      |
| 4Q364          | 4QRPb                                                       | Reworked-Pentateuch-Text                                                                                                  | späthasmonäisch-frühherodianisch                                |      |
| 4Q365          | 4QRPc                                                       | Reworked-Pentateuch-Text                                                                                                  | herodianisch                                                    |      |
| 4Q366          | 4QRPd                                                       | Reworked-Pentateuch-Text                                                                                                  | späthasmonäisch-frühherodianisch                                |      |
| 4Q367          | 4QRPe                                                       | Reworked-Pentateuch-Text                                                                                                  | hasmonäisch                                                     |      |
| 4Q368          | 4QapocrPent A                                               | Apokrypher Text zum Pentateuch                                                                                            |                                                                 |      |
| 4Q369          | 4QPEnosh                                                    | Gebet des Henoch |                                                                 |      |
| 4Q370          | 4QExhortation Based on the Flood                            | Mahnrede über die Sintflut                                                                                                |                                                                 |      |
| 4Q371          | 4QNarrative and Poetic Compositiona                         | Erzählende und poetische Komposition                                                                                      |                                                                 |      |
| 4Q372          | 4QNarrative and Poetic Compositionb                         | Erzählende und poetische Komposition                                                                                      |                                                                 |      |
| 4Q373          | 4QNarrative and Poetic Compositionc                         | Erzählende und poetische Komposition                                                                                      |                                                                 |      |
| 4Q373a         | 4QNarrative and Poetic Compositiond                         | Erzählende und poetische Komposition                                                                                      |                                                                 |      |
| 4Q374          | 4QDiscourse on the Exodus/Conquest Tradition                | Diskurs über die Exodus-Landnahme-Tradition                                                                               | herodianisch                                                    |      |
| 4Q375          | 4QapocrMosesa                                               | Mose-Apokryphon | späthasmonäisch                                                 |      |
| 4Q376          | 4QapocrMosesb                                               | Mose-Apokryphon | späthasmonäisch                                                 |      |
| 4Q377          | 4QapocrPent B                                               | Pentateuch-Apokryphon | hasmonäisch                                                     |      |
| 4Q378          | 4QapocrJoshuaa                                              | Josua-Apokryphon | spätherodianisch                                                |      |
| 4Q379          | 4QapocrJoshuab                                              | Josua-Apokryphon | hasmonäisch                                                     |      |
| 4Q380          | 4QNon-Canonical Psalms A                                    | Dichtungen im Stil der Psalmen                                                                                            | hasmonäisch                                                     |      |
| 4Q381          | 4QNon-Canonical Psalms B                                    | Dichtungen im Stil der Psalmen                                                                                            | hasmonäisch                                                     |      |
| 4Q382          | 4Qpap paraKings                                             | Paraphrase der Königebücher auf Papyrus                                                                                   |                                                                 |      |
| 4Q383          | 4QapocrJer A                                                | Jeremia-Apokryphon | späthasmonäisch                                                 |      |
| 4Q384          | 4QapocrJer B                                                | Jeremia-Apokryphon | herodianisch                                                    |      |
| 4Q385          | 4QpsEzeka                                                   | Pseudo-Ezechiel | späthasmonäisch                                                 |      |
| 4Q385a         | 4QapocrJer Ca                                               | Jeremia-Apokryphon | späthasmonäisch                                                 |      |
| 4Q385b         | 4QpsEzekc                                                   | Pseudo-Ezechiel | späthasmonäisch                                                 |      |
| 4Q385c         | 4QpsEzek Unidentified Fragments                             | Pseudo-Ezechiel, nicht identifizierte Fragmente                                                                           | späthasmonäisch                                                 |      |
| 4Q386          | 4QpsEzekb                                                   | Pseudo-Ezechiel | späthasmonäisch/frühherodianisch                                |      |
| 4Q387          | 4QapocrJer Cb                                               | Jeremia-Apokryphon | späthasmonäisch                                                 |      |
| 4Q387a         | 4QapocrJer Cf                                               | Jeremia-Apokryphon | späthasmonäisch                                                 |      |
| 4Q388          | 4QpsEzekd                                                   | Pseudo-Ezechiel | späthasmonäisch                                                 |      |
| 4Q388a         | 4QapocrJer Cc                                               | Jeremia-Apokryphon | späthasmonäisch                                                 |      |
| 4Q389          | 4QapocrJer Cd                                               | Jeremia-Apokryphon | späthasmonäisch                                                 |      |
| 4Q390          | 4QapocrJer Ce                                               | Jeremia-Apokryphon | frühherodianisch                                                |      |
| 4Q391          | 4Qpap psEzeke                                               | Pseudo-Ezechiel, Text auf Papyrus                                                                                         | frühhasmonäisch                                                 |      |
| 4Q392          | 4QWorks of God                                              | „Werke Gottes“ (poetischer Text)                                                                                          | herodianisch                                                    |      |
| 4Q393          | 4QCommunal Confession                                       | Gemeinschaftliches Sündenbekenntnis                                                                                       | herodianisch                                                    |      |
| 4Q394          | 4QMMTa                                                      | Halachischer Brief | herodianisch                                                    |      |
| 4Q395          | 4QMMTb                                                      | Halachischer Brief | herodianisch                                                    |      |
| 4Q396          | 4QMMTc                                                      | Halachischer Brief | herodianisch                                                    |      |
| 4Q397          | 4QMMTd                                                      | Halachischer Brief | herodianisch                                                    |      |
| 4Q398          | 4QpapMMTe                                                   | Halachischer Brief auf Papyrus                                                                                            | späthasmonäisch/frühherodianisch                                |      |
| 4Q399          | 4QMMTf                                                      | Halachischer Brief | herodianisch                                                    |      |
| 4Q400          | 4QShir Shabba                                               | Sabbatopferlieder | hasmonäisch                                                     |      |
| 4Q401          | 4QShir Shabbb                                               | Sabbatopferlieder | frühherodianisch                                                |      |
| 4Q402          | 4QShir Shabbc                                               | Sabbatopferlieder | frühherodianisch                                                |      |
| 4Q403          | 4QShir Shabbd                                               | Sabbatopferlieder | herodianisch                                                    |      |
| 4Q404          | 4QShir Shabbe                                               | Sabbatopferlieder | späthasmonäisch                                                 |      |
| 4Q405          | 4QShir Shabbf                                               | Sabbatopferlieder | hasmonäisch                                                     |      |
| 4Q406          | 4QShir Shabbg                                               | Sabbatopferlieder | undatiert                                                       |      |
| 4Q407          | 4QShir Shabbh                                               | Sabbatopferlieder | hasmonäisch                                                     |      |
| 4Q408          | 4QApocryphon of Mosesc                                      | Mose-Apokryphon | hasmonäisch                                                     |      |
| 4Q409          | 4QLiturgical Work A                                         | Liturgisches Werk |                                                                 |      |
| 4Q410          | 4QVision and Its interpretation                             | Visionsbericht mit Deutung                                                                                                |                                                                 |      |
| 4Q411          | 4QSapiential Hymn                                           | Weisheitlicher Hymnus |                                                                 |      |
| 4Q412          | 4QSapiential-Didactic Work A                                | Weisheitlich-unterrichtendes Werk                                                                                         |                                                                 |      |
| 4Q413          | 4QComposition concerning Divine Providence                  | Komposition, die sich mit dem Vorherwissen Gottes befasst                                                                 |                                                                 |      |
| 4Q414          | 4QRitPur A                                                  | Reinigungsritual | herodianisch                                                    |      |
| 4Q415          | 4QInstructiona                                              | „Ethik für den Einsichtigen“ (Musar leMevin, eine Weisheitsschrift)                                                       | herodianisch                                                    |      |
| 4Q416          | 4QInstructionb                                              | „Ethik für den Einsichtigen“ (Musar leMevin, eine Weisheitsschrift)                                                       | späthasmonäisch/frühherodianisch                                |      |
| 4Q417          | 4QInstructionc                                              | „Ethik für den Einsichtigen“ (Musar leMevin, eine Weisheitsschrift)                                                       | herodianisch                                                    |      |
| 4Q418          | 4QInstructiond                                              | „Ethik für den Einsichtigen“ (Musar leMevin, eine Weisheitsschrift)                                                       | späthasmonäisch/frühherodianisch                                |      |
| 4Q418a         | 4QInstructione                                              | „Ethik für den Einsichtigen“ (Musar leMevin, eine Weisheitsschrift)                                                       | späthasmonäisch/frühherodianisch                                |      |
| 4Q418b         | 4QText with Quotation from Psalm 107                        | Text mit Zitat aus Psalm 107                                                                                              |                                                                 |      |
| 4Q418c         | 4QInstructionf                                              | „Ethik für den Einsichtigen“ (Musar leMevin, eine Weisheitsschrift)                                                       | herodianisch                                                    |      |
| 4Q419          | 4QInstruction-like Composition A                            | Komposition im Stil von „Ethik für den Einsichtigen“ (Musar leMevin, eine Weisheitsschrift)                               |                                                                 |      |
| 4Q420          | 4QWays of Righteousnessa                                    | „Wege der Gerechtigkeit“                                                                                                  |                                                                 |      |
| 4Q421          | 4QWays of Righteousnessb                                    | „Wege der Gerechtigkeit“                                                                                                  |                                                                 |      |
| 4Q422          | 4QParaphrase of Genesis and Exodus                          | Paraphrase von Stoffen aus den Büchern Genesis und Exodus                                                                 |                                                                 |      |
| 4Q423          | 4QInstructiong                                              | „Ethik für den Einsichtigen“ (Musar leMevin, eine Weisheitsschrift)                                                       | herodianisch                                                    |      |
| 4Q424          | 4QInstruction-like Composition B                            | Komposition im Stil von „Ethik für den Einsichtigen“ (Musar leMevin, eine Weisheitsschrift)                               |                                                                 |      |
| 4Q425          | 4QSapiential-Didactic Work B                                | Weisheitlich-lehrhaftes Werk                                                                                              |                                                                 |      |
| 4Q426          | 4QSapiential-Hymnic Work A                                  | Weisheitlich-hymnisches Werk                                                                                              |                                                                 |      |
| 4Q427          | 4QHa                                                        | Text aus der Hymnenrolle (Hodayot)                                                                                        | späthasmonäisch/frühherodianisch                                |      |
| 4Q428          | 4QHb                                                        | Text aus der Hymnenrolle (Hodayot)                                                                                        | hasmonäisch                                                     |      |
| 4Q429          | 4QHc                                                        | Text aus der Hymnenrolle (Hodayot)                                                                                        | späthasmonäisch                                                 |      |
| 4Q430          | 4QHd                                                        | Text aus der Hymnenrolle (Hodayot)                                                                                        | herodianisch                                                    |      |
| 4Q431          | 4QHe                                                        | Text aus der Hymnenrolle (Hodayot)                                                                                        | herodianisch                                                    |      |
| 4Q432          | 4QpapHf                                                     | Text aus der Hymnenrolle (Hodayot), auf Papyrus                                                                           | herodianisch                                                    |      |
| 4Q433          | 4QHodayot-like Text A                                       | Text nach Art der Hymnenrolle                                                                                             | späthasmonäisch/frühherodianisch                                |      |
| 4Q433a         | 4QHodayot-like Text B                                       | Text nach Art der Hymnenrolle                                                                                             | hasmonäisch                                                     |      |
| 4Q434          | 4QBarki Napshia                                             | Dankgebet (Barkhi-Nafshi-Text)                                                                                            | herodianisch                                                    |      |
| 4Q435          | 4QBarki Napshib                                             | Dankgebet (Barkhi-Nafshi-Text)                                                                                            | herodianisch                                                    |      |
| 4Q436          | 4QBarki Napshic                                             | Dankgebet (Barkhi-Nafshi-Text)                                                                                            | herodianisch                                                    |      |
| 4Q437          | 4QBarki Napshid                                             | Dankgebet (Barkhi-Nafshi-Text)                                                                                            | herodianisch                                                    |      |
| 4Q438          | 4QBarki Napshie                                             | Dankgebet (Barkhi-Nafshi-Text)                                                                                            | späthasmonäisch                                                 |      |
| 4Q439          | 4QLament by a Leader                                        | Klage eines Leiters |                                                                 |      |
| 4Q440          | 4QHodayot-like Text C                                       | Text nach Art der Hymnenrolle                                                                                             | herodianisch                                                    |      |
| 4Q440a         | 4QHodayot-like Text D                                       | Text nach Art der Hymnenrolle                                                                                             | späthasmonäisch                                                 |      |
| 4Q440b         | 4QFragment Mentioning a Court                               | Textfragment, das einen Gerichtshof erwähnt                                                                               |                                                                 |      |
| 4Q441          | 4QIndividual Thanksgiving A                                 | Individuelles Dankgebet                                                                                                   |                                                                 |      |
| 4Q442          | 4QIndividual Thanksgiving B                                 | Individuelles Dankgebet                                                                                                   |                                                                 |      |
| 4Q443          | 4QPersonal Prayer                                           | Persönliches Gebet |                                                                 |      |
| 4Q444          | 4QIncantation                                               | Beschwörung | herodianisch                                                    |      |
| 4Q445          | 4QLament A                                                  | Klage |                                                                 |      |
| 4Q446          | 4QPoetic Text A                                             | Poetischer Text |                                                                 |      |
| 4Q447          | 4QPoetic Text B                                             | Poetischer Text |                                                                 |      |
| 4Q448          | 4QApocryphal Psalm and Prayer                               | Psalm 154 und Gebet für König Jonatan                                                                                     | hasmonäisch                                                     |      |
| 4Q449          | 4QPrayer A                                                  | Gebet |                                                                 |      |
| 4Q450          | 4QPrayer B                                                  | Gebet |                                                                 |      |
| 4Q451          | 4QPrayer C                                                  | Gebet |                                                                 |      |
| 4Q452          | 4QPrayer D                                                  | Gebet |                                                                 |      |
| 4Q453          | 4QLament B                                                  | Klage |                                                                 |      |
| 4Q454          | 4QPrayer E                                                  | Gebet |                                                                 |      |
| 4Q455          | 4QDidactic Work C                                           | Unterrichtswerk |                                                                 |      |
| 4Q456          | 4QHalleluyah                                                | Halleluja |                                                                 |      |
| 4Q457a         | 4QCreation                                                  | Schöpfungstext |                                                                 |      |
| 4Q457b         | 4QEschatological Hymn                                       | Endzeitliche Hymne |                                                                 |      |
| 4Q458          | 4QNarrative A                                               | Erzählung |                                                                 |      |
| 4Q459          | 4QNarrative Work Mentioning Lebanon                         | Erzählung, die den Libanon erwähnt                                                                                        |                                                                 |      |
| 4Q460          | 4QNarrative Work and Prayer                                 | Erzählung und Gebet |                                                                 |      |
| 4Q461          | 4QNarrative B                                               | Erzählung |                                                                 |      |
| 4Q462          | 4QNarrative C                                               | Erzählung | herodianisch                                                    |      |
| 4Q463          | 4QNarrative D                                               | Erzählung |                                                                 |      |
| 4Q464          | 4QExposition on the Patriarchs                              | Auslegung der Patriarchengeschichte                                                                                       |                                                                 |      |
| 4Q464a         | 4QNarrative E                                               | Erzählung |                                                                 |      |
| 4Q464b         | 4QUnclassified Fragments                                    | Nicht klassifizierte fragmente                                                                                            |                                                                 |      |
| 4Q465          | 4QpapText Mentioning Samson                                 | Textfragment (Papyrus), das die biblische Gestalt Simson erwähnt                                                          |                                                                 |      |
| 4Q466          | 4QText Mentioning the Congregation of the Lord              | Textfragment, das die „Versammlung des Herrn“ erwähnt                                                                     |                                                                 |      |
| 4Q467          | 4QText Mentioning Light to Jacob                            | Textfragment, das die Formulierung „Licht für Jakob“ enthält                                                              |                                                                 |      |
| 4Q468a-4Q468c  | 4QUnidentified Fragments C                                  | Nicht identifizierte Fragmente                                                                                            |                                                                 |      |
| 4Q468d         |                                                             | |                                                                 |      |
| 4Q468e         | 4QHistorical Text F                                         | Historischer Text | herodianisch                                                    |      |
| 4Q468f         | 4QHistorical Text G                                         | Historischer Text | spätherodianisch                                                |      |
| 4Q468g         | 4QEschatological Work A                                     | Eschatologisches Werk |                                                                 |      |
| 4Q468h         |                                                             | nicht vergeben |                                                                 |      |
| 4Q468i         | 4QSectarian Text                                            | Text aus dem Jachad |                                                                 |      |
| 4Q468j         | 4QpapUnclassified Fragments                                 | Nicht klassifizierte Fragmente                                                                                            |                                                                 |      |
| 4Q468k         | 4QHymnic Text B                                             | Hymnus |                                                                 |      |
| 4Q468l         | 4QQohb                                                      | Text aus dem Buch Kohelet, oder Zitat aus Kohelet                                                                         |                                                                 |      |
| 4Q468m-4Q468dd | 4QUnidentified Fragments D                                  | Nicht identifizierte Fragmente                                                                                            |                                                                 |      |
| 4Q469          | 4QNarrative I                                               | Erzählung |                                                                 |      |
| 4Q470          | 4QText Mentioning Zedekiah                                  | Text, der Zidkija erwähnt                                                                                                 |                                                                 |      |
| 4Q471          | 4QWar Scroll-like Text B                                    | Text nach Art der Kriegsrolle                                                                                             |                                                                 |      |
| 4Q471a         | 4QPolemical Fragment                                        | Fragment eines polemischen Textes                                                                                         |                                                                 |      |
| 4Q471b         | 4QSelf-Glorification Hymna                                  | Selbstverherrlichungshymnus                                                                                               | herodianisch                                                    |      |
| 4Q471c         | 4QPrayer Concerning God and Israel                          | Gebet zum Thema Gott und israel                                                                                           |                                                                 |      |
| 4Q472          | 4QEschatological Work B                                     | Eschatologisches Werk |                                                                 |      |
| 4Q472a         | 4QHalakha C                                                 | Halachischer Text |                                                                 |      |
| 4Q473          | 4QThe Two Ways                                              | „Die zwei Wege“ |                                                                 |      |
| 4Q474          | 4QText Concerning Rachel and Joseph                         | Text, der von Rahel und Josef handelt                                                                                     |                                                                 |      |
| 4Q475          | 4QRenewed Earth                                             | „Erneuerte Erde“ | herodianisch                                                    |      |
| 4Q476          | 4QLiturgical Work B                                         | Liturgisches Werk |                                                                 |      |
| 4Q476a         | 4QLiturgical Work C                                         | Liturgisches Werk |                                                                 |      |
| 4Q477          | 4QRebukes Reported by the Overseer                          | „Vom Aufseher gemeldete Zurechtweisungen“                                                                                 | herodianisch                                                    |      |
| 4Q478          | 4QpapFragment Mentioning Festivals                          | Text, der Festtage erwähnt                                                                                                |                                                                 |      |
| 4Q479          | 4QText Mentioning Descendants of David                      | Text, der Nachkommen Davids erwähnt                                                                                       |                                                                 |      |
| 4Q480          | 4QNarrative F                                               | Erzählung |                                                                 |      |
| 4Q481          | 4QText Mentioning Mixed Kinds                               | Text, der die Mischung von Arten (Schatnes) erwähnt                                                                       |                                                                 |      |
| 4Q481a         | 4QapocrElisha                                               | Apokrypher Text über den Propheten Elischa                                                                                |                                                                 |      |
| 4Q481b         | 4QNarrative G                                               | Erzählung |                                                                 |      |
| 4Q481c         | 4QPrayer for Mercy                                          | Gebet um Gnade |                                                                 |      |
| 4Q481d         | 4QFragments with Red Ink                                    | Fragmente mit roter Tinte                                                                                                 |                                                                 |      |
| 4Q481e         | 4QNarrative H                                               | Erzählung |                                                                 |      |
| 4Q482          | 4QpapJubi                                                   | Papyrus mit Text aus dem Jubiläenbuch                                                                                     |                                                                 |      |
| 4Q483          | 4QpapGeno                                                   | Papyrus mit Text aus dem Buch Genesis                                                                                     |                                                                 |      |
| 4Q484          | 4QpapTJud                                                   | Papyrus mit Text aus dem Buch der Richter                                                                                 |                                                                 |      |
| 4Q485          | 4QpapProph                                                  | Prophezeiung auf Papyrus                                                                                                  |                                                                 |      |
| 4Q486          | 4QpapSap A                                                  | Weisheitstext auf Papyrus                                                                                                 |                                                                 |      |
| 4Q487          | 4QpapSap B                                                  | Weisheitstext auf Papyrus                                                                                                 |                                                                 |      |
| 4Q488          | 4QpapApocryphon ar                                          | Aramäische Apokalypse auf Papyrus                                                                                         |                                                                 |      |
| 4Q489          | 4QpapApocalypse ar                                          | Aramäische Apokalypse auf Papyrus                                                                                         |                                                                 |      |
| 4Q490          | 4QpapFragments ar and heb                                   | Papyrusfragmente, aramäisch und hebräisch                                                                                 |                                                                 |      |
| 4Q491          | 4QMa                                                        | Text aus der Kriegsrolle                                                                                                  | herodianisch                                                    |      |
| 4Q492          | 4QMb                                                        | Text aus der Kriegsrolle                                                                                                  | späthasmonäisch-herodianisch                                    |      |
| 4Q493          | 4QMc                                                        | Text aus der Kriegsrolle                                                                                                  | späthasmonäisch                                                 |      |
| 4Q494          | 4QMd                                                        | Text aus der Kriegsrolle                                                                                                  | herodianisch                                                    |      |
| 4Q495          | 4QMe                                                        | Text aus der Kriegsrolle                                                                                                  | hasmonäisch                                                     |      |
| 4Q496          | 4QMf                                                        | Text aus der Kriegsrolle                                                                                                  | hasmonäisch                                                     |      |
| 4Q497          | 4QWar Scroll-like Text                                      | Text nach Art der Kriegsrolle                                                                                             |                                                                 |      |
| 4Q498          | 4QpapSaplHymn                                               | Weisheitlicher Hymnus |                                                                 |      |
| 4Q499          | 4QPEnoshb                                                   | Text über Enosch |                                                                 |      |
| 4Q500          | 4QpapBened                                                  | Segnung, auf Papyrus |                                                                 |      |
| 4Q501          | 4QapocrLam B                                                | Apokryphe Klagelieder |                                                                 |      |
| 4Q502          | 4QpapRitMar                                                 | Heiratsritual, auf Papyrus                                                                                                |                                                                 |      |
| 4Q503          | 4QpapPrQuot                                                 | Tägliche Gebete | hasmonäisch                                                     |      |
| 4Q504          | 4QDibHama                                                   | „Worte der Himmelslichter“ (Divrei Hameorot)                                                                              | archaisch/frühhasmonäisch                                       |      |
| 4Q505          | 4QDibHamb                                                   | „Worte der Himmelslichter“ (Divrei Hameorot)                                                                              | hasmonäisch                                                     |      |
| 4Q506          | 4QDibHamc                                                   | „Worte der Himmelslichter“ (Divrei Hameorot)                                                                              | spätherodianisch                                                |      |
| 4Q507          | 4QPrFêtesa                                                  | Festtagsgebete | herodianisch                                                    |      |
| 4Q508          | 4QPrFêtesb                                                  | Festtagsgebete | herodianisch                                                    |      |
| 4Q509          | 4QpapPrFêtesc                                               | Festtagsgebete, auf Papyrus                                                                                               | hasmonäisch                                                     |      |
| 4Q510          | 4QShira                                                     | Lieder des Einsichtigen                                                                                                   | herodianisch                                                    |      |
| 4Q511          | 4QShirb                                                     | Lieder des Einsichtigen                                                                                                   | herodianisch                                                    |      |
| 4Q512          | 4QpapRitPur B                                               | Reinigungsritual, auf Papyrus                                                                                             | hasmonäisch                                                     |      |
| 4Q513          | 4QOrdb                                                      | Verordnungen |                                                                 |      |
| 4Q514          | 4QOrdc                                                      | Verordnungen |                                                                 |      |
| 4Q515-4Q520    | 4QUnclassified Papyrus Fragments                            | Nicht klassifizierte Papyrusfragmente                                                                                     |                                                                 |      |
| 4Q521          | 4QMessianic Apocalypse                                      | Messianische Apokalypse                                                                                                   | 39 v. Chr. – 66 n. Chr. (14C)                                   |      |
| 4Q522          | 4QapocrJoshc                                                | Josua-Apokryphon |                                                                 |      |
| 4Q523          | 4QJonathan                                                  | Text über Jonathan |                                                                 |      |
| 4Q524          | 4QT                                                         | Text aus der Tempelrolle                                                                                                  | frühhasmonäisch                                                 |      |
| 4Q525          | 4QBeat                                                      | Seligpreisungen | späthasmonäisch-herodianisch                                    |      |
| 4Q526          | 4QTestament                                                 | Testament |                                                                 |      |
| 4Q527          | 4QLiturgical Work D                                         | Liturgisches Werk |                                                                 |      |
| 4Q528          | 4QHymnic or Sapiential Work B                               | Hymnisches oder weisheitliches Werk                                                                                       |                                                                 |      |
| 4Q529          | 4QWords of Michael ar                                       | Worte des Engels Michael                                                                                                  | hasmonäisch                                                     |      |
| 4Q530          | 4QEnGiantsb ar                                              | Text aus dem Gigantenbuch in aramäischer Sprache                                                                          | hasmonäisch                                                     |      |
| 4Q531          | 4QEnGiantsc ar                                              | Text aus dem Gigantenbuch in aramäischer Sprache                                                                          | späthasmonäisch                                                 |      |
| 4Q532          | 4QEnGiantsd ar                                              | Text aus dem Gigantenbuch in aramäischer Sprache                                                                          | hasmonäisch                                                     |      |
| 4Q533          | 4QEnGiantse ar                                              | Text aus dem Gigantenbuch in aramäischer Sprache                                                                          | hasmonäisch                                                     |      |
| 4Q534          | 4QBirth of Noaha ar                                         | Geburt des Noach, in aramäischer Sprache                                                                                  | herodianisch                                                    |      |
| 4Q535          | 4QBirth of Noahb ar                                         | Geburt des Noach, in aramäischer Sprache                                                                                  | herodianisch                                                    |      |
| 4Q536          | 4QBirth of Noahc ar                                         | Geburt des Noach, in aramäischer Sprache                                                                                  | späthasmonäisch/herodianisch                                    |      |
| 4Q537          | 4QTJacob ar                                                 | Text über Jakob in aramäischer Sprache                                                                                    |                                                                 |      |
| 4Q538          | 4QTJud ar                                                   | Testament des Juda, in aramäischer Sprache                                                                                | späthasmonäisch                                                 |      |
| 4Q539          | 4QTestament of Joseph ar                                    | Testament des Josef, in aramäischer Sprache                                                                               | hasmonäisch                                                     |      |
| 4Q540          | 4QapocrLevia ar                                             | Levi-Apokryphon, in aramäischer Sprache                                                                                   | hasmonäisch                                                     |      |
| 4Q541          | 4QapocrLevib ar                                             | Levi-Apokryphon, in aramäischer Sprache                                                                                   | hasmonäisch                                                     |      |
| 4Q542          | 4QTQahat ar                                                 | Testament Kehats, in aramäischer Sprache                                                                                  | 395–181 v. Chr. (14C)                                           |      |
| 4Q543          | 4QVisions of Amrama ar                                      | Visionen Amrams, in aramäischer Sprache                                                                                   | frühhasmonäisch                                                 |      |
| 4Q544          | 4QVisions of Amramb ar                                      | Visionen Amrams, in aramäischer Sprache                                                                                   | frühhasmonäisch                                                 |      |
| 4Q545          | 4QVisions of Amramc ar                                      | Visionen Amrams, in aramäischer Sprache                                                                                   | hasmonäisch                                                     |      |
| 4Q546          | 4QVisions of Amramd ar                                      | Visionen Amrams, in aramäischer Sprache                                                                                   | späthasmonäisch                                                 |      |
| 4Q547          | 4QVisions of Amrame ar                                      | Visionen Amrams, in aramäischer Sprache                                                                                   | frühhasmonäisch                                                 |      |
| 4Q548          | 4QVisions of Amramf ar                                      | Visionen Amrams, in aramäischer Sprache                                                                                   | späthasmonäisch/frühherodianisch                                |      |
| 4Q549          | 4QVisions of Amramg ar                                      | Visionen Amrams, in aramäischer Sprache                                                                                   | späthasmonäisch/frühherodianisch                                |      |
| 4Q550          | 4QJews at the Persian Court ar                              | Proto-Esther, in aramäischer Sprache                                                                                      | späthasmonäisch                                                 |      |
| 4Q551          | 4QAccount ar                                                | Rechnung in aramäischer Sprache                                                                                           |                                                                 |      |
| 4Q552          | 4QFour Kingdomsa ar                                         | „Vier Königreiche“, in aramäischer Sprache                                                                                |                                                                 |      |
| 4Q553          | 4QFour Kingdomsb ar                                         | „Vier Königreiche“, in aramäischer Sprache                                                                                |                                                                 |      |
| 4Q553a         | 4QFour Kingdomsc ar                                         | „Vier Königreiche“, in aramäischer Sprache                                                                                |                                                                 |      |
| 4Q554          | 4QNJa ar                                                    | „Neues Jerusalem“, in aramäischer Sprache                                                                                 | hasmonäisch                                                     |      |
| 4Q554a         | 4QNJb ar                                                    | „Neues Jerusalem“, in aramäischer Sprache                                                                                 | späthasmonäisch                                                 |      |
| 4Q555          | 4QNJc ar                                                    | „Neues Jerusalem“, in aramäischer Sprache                                                                                 | herodianisch                                                    |      |
| 4Q556          | 4QProphecya ar                                              | Prophezeiung, in aramäischer Sprache                                                                                      |                                                                 |      |
| 4Q556a         | 4QProphecyb ar                                              | Prophezeiung, in aramäischer Sprache                                                                                      |                                                                 |      |
| 4Q557          | 4QVisiona ar                                                | Visionsbericht, in aramäischer Sprache                                                                                    |                                                                 |      |
| 4Q558          | 4QpapVisionb ar                                             | Visionsbericht, in aramäischer Sprache auf Papyrus                                                                        |                                                                 |      |
| 4Q558a         | 4QpapUnidentified ar                                        | Nicht identifizierter aramäischer Papyrus                                                                                 |                                                                 |      |
| 4Q559          | 4QpapBiblChronology ar                                      | Papyrus mit einer biblischen Chronologie in aramäischer Sprache                                                           |                                                                 |      |
| 4Q560          | 4QMagical Booklet ar                                        | Exorzismus, in aramäischer Sprache                                                                                        | undatiert                                                       |      |
| 4Q561          | 4QHor ar                                                    | Horoskop, in aramäischer Sprache                                                                                          |                                                                 |      |
| 4Q562          | 4QUnidentified Text A ar                                    | Nicht identifizierter aramäischer Text                                                                                    |                                                                 |      |
| 4Q563          | 4QWisdom Composition ar                                     | Weisheitliche Komposition, in aramäischer Sprache                                                                         |                                                                 |      |
| 4Q564          | 4QUnidentified Text B ar                                    | Nicht identifizierter aramäischer Text                                                                                    |                                                                 |      |
| 4Q565          | 4QVisionc ar                                                | Visionsbericht, in aramäischer Sprache                                                                                    |                                                                 |      |
| 4Q566          | 4QProphecyc ar                                              | Prophezeiung, in aramäischer Sprache                                                                                      |                                                                 |      |
| 4Q567          | 4QUnidentified Text C ar                                    | Nicht identifizierter aramäischer Text                                                                                    |                                                                 |      |
| 4Q568          | 4QProphecyd ar                                              | Prophezeiung, in aramäischer Sprache                                                                                      |                                                                 |      |
| 4Q569          | 4QProverbs ar                                               | Aramäische Sprichwörter                                                                                                   |                                                                 |      |
| 4Q570          | 4QUnidentified Text D ar                                    | Nicht identifizierter aramäischer Text                                                                                    |                                                                 |      |
| 4Q571          | 4QWords of Michaela ar                                      | Worte des Engels Michael in aramäischer Sprache                                                                           |                                                                 |      |
| 4Q572-4Q574    | 4QUnidentified Text E-G ar                                  | Nicht identifizierter aramäischer Text                                                                                    |                                                                 |      |
| 4Q575          | 4QVisiond ar                                                | Visionsbericht, in aramäischer Sprache                                                                                    |                                                                 |      |
| 4Q575a         | 4QUnidentified Text H ar                                    | Nicht identifizierter aramäischer Text                                                                                    |                                                                 |      |
| 4Q576          | 4QGenn                                                      | Text aus dem Buch Genesis                                                                                                 |                                                                 |      |
| 4Q577          | 4QText Mentioning the Flood                                 | Text, der die Sintflut erwähnt                                                                                            |                                                                 |      |
| 4Q578          | 4QHistorical Text B                                         | frühhasmonäisch |                                                                 |      |
| 4Q579          | 4QHymnic Work                                               | Hymnisches Werk |                                                                 |      |
| 4Q580          | 4QTestamenta ar                                             | Testament, in aramäischer Sprache                                                                                         |                                                                 |      |
| 4Q581          | 4QTestamentb ar                                             | Testament, in aramäischer Sprache                                                                                         |                                                                 |      |
| 4Q582          | 4QTestamenta ar                                             | Testament, in aramäischer Sprache                                                                                         |                                                                 |      |
| 4Q583          | 4QProphecye ar                                              | Prophezeiung, in aramäischer Sprache                                                                                      |                                                                 |      |
| 4Q584          | 4QUnidentified Fragments ar A                               | Nicht identifizierte aramäische Fragmente                                                                                 |                                                                 |      |
| 4Q585          | 4QUnidentified Fragments ar B                               | Nicht identifizierte aramäische Fragmente                                                                                 |                                                                 |      |
| 4Q586          | 4QUnidentified Fragments ar C                               | Nicht identifizierte aramäische Fragmente                                                                                 |                                                                 |      |
| 4Q587          | 4QTestamentd ar                                             | Testament, in aramäischer Sprache                                                                                         |                                                                 |      |